# Здравоохранение в Таиланде
Здравоохранение в Таиланде — система услуг, предоставляемая медицинскими учреждениями в Таиланде. Согласно Всемирной организации здравоохранения, Таиланд имеет "долгую и успешную историю развития здравоохранения".  Основателем современной медицины и общественного здравоохранения Таиланда считается  Махидол Адульядедж. Современная система здравоохранения для граждан Таиланда была создана с 2002 года. Продолжительность жизни населения в стране составляет в среднем  70 лет.
Здравоохранение и медицинское обслуживание находится в ведении Министерства здравоохранения (МЗ), годовые расходы на здравоохранение в стране составляют 4,3% ВВП (2009).
Медицина занимается лечением инфекционных заболеваний, свойственным южным странам (малярия), лечением туберкулеза, СПИДа, предотвращением дорожно-транспортных происшествий и лечением их последствий .

## Инфраструктура
Большинство медицинских услуг в Таиланде предоставляются в государственном секторе, который включает в себя 1 002 больницы и 9 765 медицинских пунктов. Всеобщее медицинское обслуживание осуществляется в рамках трех программ: государственной службы социального обеспечения для государственных служащих и их семей, социального обеспечения для работников частного сектора, и всеобщий охват медицинским обслуживанием населения, доступный для всех других граждан Таиланда. Большинство частных больниц финансируется как самими пациентами, так и системой страхования. По данным Всемирного банка,  99,5 процента населения Таиланда имеют медицинскую страховку.
Министерство здравоохранения курирует национальную политику в области здравоохранения, а также большинство государственных медицинских учреждений. Отделение Национальной медицинской безопасности (NHSO) финансирует политику медицинского обслуживания. Среди других, связанных с охраной здоровья государственных учреждений, находятся  научно-исследовательский институт здравоохранения (HSRI), тайский Фонда укрепления здоровья ("ThaiHealth"), Отделение Национальной медицинской комиссии (NHCO), ИНститут неотложной медицинской помощи. Министерство здравоохранения контролирует большинство учреждений здравоохранения.
Основная часть финансирования здравоохранения идет из государственных источников. По данным ВОЗ, 65%  расходов на здравоохранение в 2004 году финансируется правительством, а 35 процентов — частным сектором
В 2009 году ежегодные расходы в здравоохранении на человека составили 345 долларов.   Общая сумма расходов составляет около 4,3% от валового внутреннего продукта (ВВП). Из этой суммы 75,8 процентов финансируется правительством, а 24,2% -  частным сектором. На 10 000 человек в стране приходится 2.98 врача (2004), на 100 000 человек приходится 22 больничные койки (2002).
В 2008 году 81 процент населения использовало контрацептивные средства, 99 процентов пользовались услугами родовспоможения, 98 процентов среди детей в возрасте одного года — прививками против кори; успешность лечения открытой формы туберкулёза составила 82%.

### Больницы
Большинство больниц в Таиланде находятся в ведении Министерства здравоохранения. По состоянию на 2010 год в Таиланде насчитывалось 1 002 государственные больницы и 316 частных больниц.
Больницы классифицируются следующим образом:
- Областные больницы (โรงพยาบาลศูนย์) в провинциальных центрах, имеют не менее 500 коек и полный набор специалистов.
- Больницы общего профиля (โรงพยาบาลทั่วไป) в  крупных районах, имеют от 200 до 500 коек.
- Больницы (โรงพยาบาลชุมชน) на районном уровне. Их классифицируют по количеству коек:
  - Большие общественные больницы имеют от 90 до 150 коек.
  - Средние по размеру больницы вместимостью от 60 коек.
  - Небольшие больницы вместимостью от 10 до 30 коек.

К крупным больницам в Таиланде относятся: Международная клиника «Бурмунград», группа из 16 больниц «Бангкок Хоспиталс Груп», сеть больниц «Самитивей» и др. Стоимость лечения в больницах для иностранцев меньше, чем в Западной Европе. Это способствует в Таиланде развитию медицинского туризма.

## Статистика
Смертность в стране составляет 205 на 1000 взрослых человек в возрасте от 15 до 59 лет. В возрасте до пяти лет смертность составляет 14 на 1000 живорожденных. Коэффициент материнской смертности составляет 48 на 100 000 живорожденных (2008). 24% населения страдают инфекционными заболеваниями, 55% — неинфекционными заболеваниями,  22% процента 
— от ушибов и ранений (2008).

### Продолжительность жизни
Средняя продолжительность жизни в Таиланде составляет 71 год для мужчин и 78 для женщин.

### Инфекционные заболевания
Основными инфекционными болезнями в Таиланде являются бактериальный понос, гепатит, лихорадка денге, малярия, Японский энцефалит, бешенство и лептоспироз. Туберкулезом болеет 189 человек на 100 000 населения.

#### ВИЧ/СПИД
ВИЧ/СПИД был впервые зафиксирован в Таиланде в 1984 году, на 2008 год в стране было заражено 1 115 415 человек..  В 2009 году распространенность ВИЧ среди взрослых  составила 1,3%. Это самый высокий показатель распространенности ВИЧ в Азии.

### Злоупотребление антибиотиками
Исследования Министерства здравоохранения Великобритании "Веллком Траст" в 2016 году обнаружили, что в Таиланде в среднем каждый час умирает до 2 человек от лекарственно-устойчивых бактериальных инфекций, что выше, чем в Европе. Неправильное использование антибиотиков для человека и домашнего скота привело к распространению лекарственно-устойчивых микроорганизмов, создавая новые штаммы "супербактерий", которые могут быть побеждены только препаратами с токсическими побочными эффектами. В Таиланде антибиотики свободно продаются в аптеках и в магазинах без рецепта . Нерегулируемое использование антибиотиков в животноводстве тоже приводит к смертности от лекарственно-устойчивых микроорганизмов, так как лекарственно-резистентные бактерии распространяется через прямой контакт между людьми и сельскохозяйственными животными. Антибиотики часто используются для здоровых животных, чтобы предотвратить, а не лечить болезни.
В ноябре 2016 года Таиланд объявил о намерении сократить вдвое устойчивые к антимикробным препаратам (УПП) инфекции. Программа нацелена на сокращение использования антибиотиков для человека на 20%, а среди животных на 30 процентов

### Подростковая беременность
В 2014 году около 334 детей родилось в Таиланде от матерей в возрасте от 15 до 19 лет.

### Загрязнения
Всемирный банк оценивает смертность в Таиланде от загрязнения воздуха от 31 000 человек (1990) до 49 000 человек в 2013 году.